# Си-Уджимчин-Ци
Хошун Си-Уджимчин-Ци (кит. упр. 西乌珠穆沁旗, пиньинь Xī Wūzhūmùqìn qí, монг. Баруун Үзэмчин хошуу), или сокращённо Сиуци (кит. упр. 西乌旗, пиньинь XīWūQí) — хошун аймака Шилин-Гол автономного района Внутренняя Монголия (КНР). Название хошуна означает «Западное знамя узумчинов».

## История
Когда в первой половине XVII века чахарские монголы покорились маньчжурам, то последние ввели среди монголов свою восьмизнамённая систему, и узумчины были разделены на два «знамени» (по-монгольски — хошуна): Уджимчин-Цзоици («Хошун узумчинов левого крыла») на востоке, и Уджимчин-Юици («Хошун узумчинов правого крыла») на западе.
В 1949 году хошуны Уджимчин-Цзоици и Уджимчин-Юици были объединены в хошун Дунбу-Ляньхэци (东部联合旗, «Объединённый хошун восточных племён»). В 1956 году он был вновь разделён на хошуны Дун-Уджимчин-Ци на востоке и Си-Уджимчин-Ци на западе.

## Административное деление
Хошун Си-Уджимчин-Ци делится на 5 посёлков и 2 сомона.